# Bárbara Plaza
Bárbara Plaza Hernández (Burjasot, Valencia, 26 de octubre de 1976 - Valencia, 24 de agosto de 2003) fue una gimnasta rítmica española que compitió en la selección nacional de gimnasia rítmica de España, llegando a ser subcampeona mundial (Bruselas 1992), entre otras numerosas medallas internacionales tanto en modalidad individual como de conjuntos.

## Biografía deportiva

### Inicios
Se inició en la gimnasia rítmica en 1985 con 8 años de edad, ingresando en el Club Atzar de Valencia. En 1990 fue tercera en la categoría sénior del Campeonato de España disputado en Palencia.

### Etapa en la selección nacional

#### 1991: como gimnasta individual júnior y sénior
En 1991 entró en la selección nacional de gimnasia rítmica de España como gimnasta individual júnior, participando en el Campeonato de Europa Júnior de Lisboa, donde obtuvo la medalla de bronce por equipos junto a Carolina Borrell, Rosabel Espinosa y la suplente Peligros Piñero. En noviembre de 1991, ya como individual sénior, fue oro por equipos y plata en el concurso general en los IV Juegos Iberoamericanos de Gimnasia en Curitiba (Brasil).

#### 1992: entrada al conjunto y Mundial de Bruselas
En abril de 1992 fue cuarta en la categoría de honor en el Campeonato de España Individual disputado en San Sebastián. En julio de 1992 fue medalla de oro por equipos, en la general y en aro, y plata en cuerda, mazas y pelota en los V Juegos Iberoamericanos de Gimnasia disputados en Málaga. Durante su etapa en la selección entrenaría unas 8 horas diarias en el Gimnasio Moscardó de Madrid.
A mediados de 1992 pasó a formar parte del conjunto español titular, al ser reclamada por la seleccionadora Emilia Boneva debido a que poco antes del Mundial de Bruselas, las gimnastas del conjunto Bito Fuster e Isabel Gómez se lesionaron. No competiría en los Juegos Olímpicos de Barcelona debido a que los conjuntos no eran una modalidad olímpica entonces, aunque sí participaría junto al resto de sus compañeras en la ceremonia de apertura encabezando el desfile de las naciones participantes. Las lesiones de Bito e Isabel provocaron que el conjunto fuese reconfigurado para el Campeonato Mundial de Bruselas, quedando ambas como suplentes y siendo sustituidas en la titularidad de ambos ejercicios por Bárbara, Alicia Martín y Cristina Martínez. Bárbara sería titular concretamente en el ejercicio de 3 pelotas y 3 cuerdas. Las tres se añadirían a Débora Alonso, Lorea Elso, Montse Martín y Gemma Royo. En esta competición el conjunto obtendría la medalla de plata en el concurso general, quedándose a solo una décima de poder revalidar el título mundial que habían conseguido el año anterior. Además, el 22 de noviembre lograron el bronce en 6 cintas y el octavo puesto en 3 pelotas y 3 cuerdas.

#### 1993: Europeo de Bucarest
En 1993, Ana Roncero pasó a ser seleccionadora nacional y María Fernández Ostolaza se incorporó como entrenadora del conjunto. El renovado conjunto titular para ese año lo integraron Bárbara, Carolina Borrell, Alicia Martín, Cristina Martínez, Maider Olleta y Pilar Rodrigo, con María Álvarez y Regina Guati como suplentes. También se encontraban en el conjunto Lorena Barbadillo, Paula Cabo y Eva Velasco. En el Campeonato de Europa de Bucarest, el conjunto español logró la medalla de bronce en el concurso general y en la final de 4 aros y 4 mazas, y el 6º puesto en 6 cuerdas. Se retiró tras este Europeo.

### Retirada de la gimnasia
Tras su retirada en 1993, se dedicó a trabajar de entrenadora en su antiguo club, el Club Atzar de Valencia. Falleció el 24 de agosto de 2003 en un accidente de moto. El 9 de octubre de 2004 se celebró un homenaje en su honor.

## Equipamientos
| Período     | Proveedor |
| ----------- | --------- |
| 1991 - 1993 | Arena     |

## Música de los ejercicios
| Año  | Aparatos              | Música                                                                                 |
| ---- | --------------------- | -------------------------------------------------------------------------------------- |
| 1990 | Aro                   | Cuadros de una exposición, de Modest Músorgski.                                        |
| 1991 | Mazas                 | Banda sonora de Lawrence de Arabia, compuesta por Maurice Jarre.                       |
| 1991 | Cinta                 | Introducción y rondó caprichoso, de Camille Saint-Saëns.                               |
| 1991 | Aro                   | Desconocida.                                                                           |
| 1991 | Pelota                | Desconocida.                                                                           |
| 1992 | Cuerda                | Desconocida.                                                                           |
| 1992 | 6 cintas              | Pieza Sevilla, perteneciente a la Suite española, Op. 47 de Isaac Albéniz.             |
| 1992 | 3 pelotas y 3 cuerdas | Música del ballet Arraigo de Jerónimo Maesso, creado para el coreógrafo Víctor Ullate. |
| 1993 | 6 cuerdas             | Desconocida.                                                                           |
| 1993 | 4 aros y 4 mazas      | Capricho español, de Nikolái Rimski-Kórsakov.                                          |

## Palmarés deportivo

### Selección española
| 1991 - Campeonato de Europa Júnior de Lisboa Bronce por equipos 8º puesto en preliminares 5º puesto en aro 6º puesto en cinta 1991 - Juegos Iberoamericanos de Gimnasia en Curitiba Oro por equipos Plata en concurso general 1992 - Juegos Iberoamericanos de Gimnasia en Málaga Oro por equipos Oro en concurso general Oro en aro Plata en cuerda Plata en mazas Plata en pelota | 1992 - Campeonato del Mundo de Bruselas Plata en concurso general Bronce en 6 cintas 8º puesto en 3 pelotas y 3 cuerdas 1993 - Campeonato de Europa de Bucarest Bronce en concurso general 6º puesto en 6 cuerdas Bronce en 4 aros y 4 mazas |

## Galería

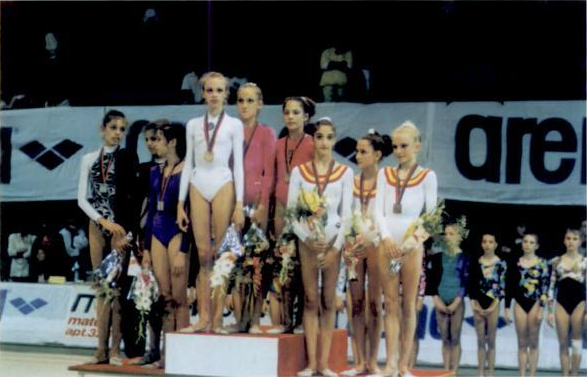
Bárbara (tercer escalón, derecha) con el bronce por equipos en el Europeo Júnior de Lisboa (1991).
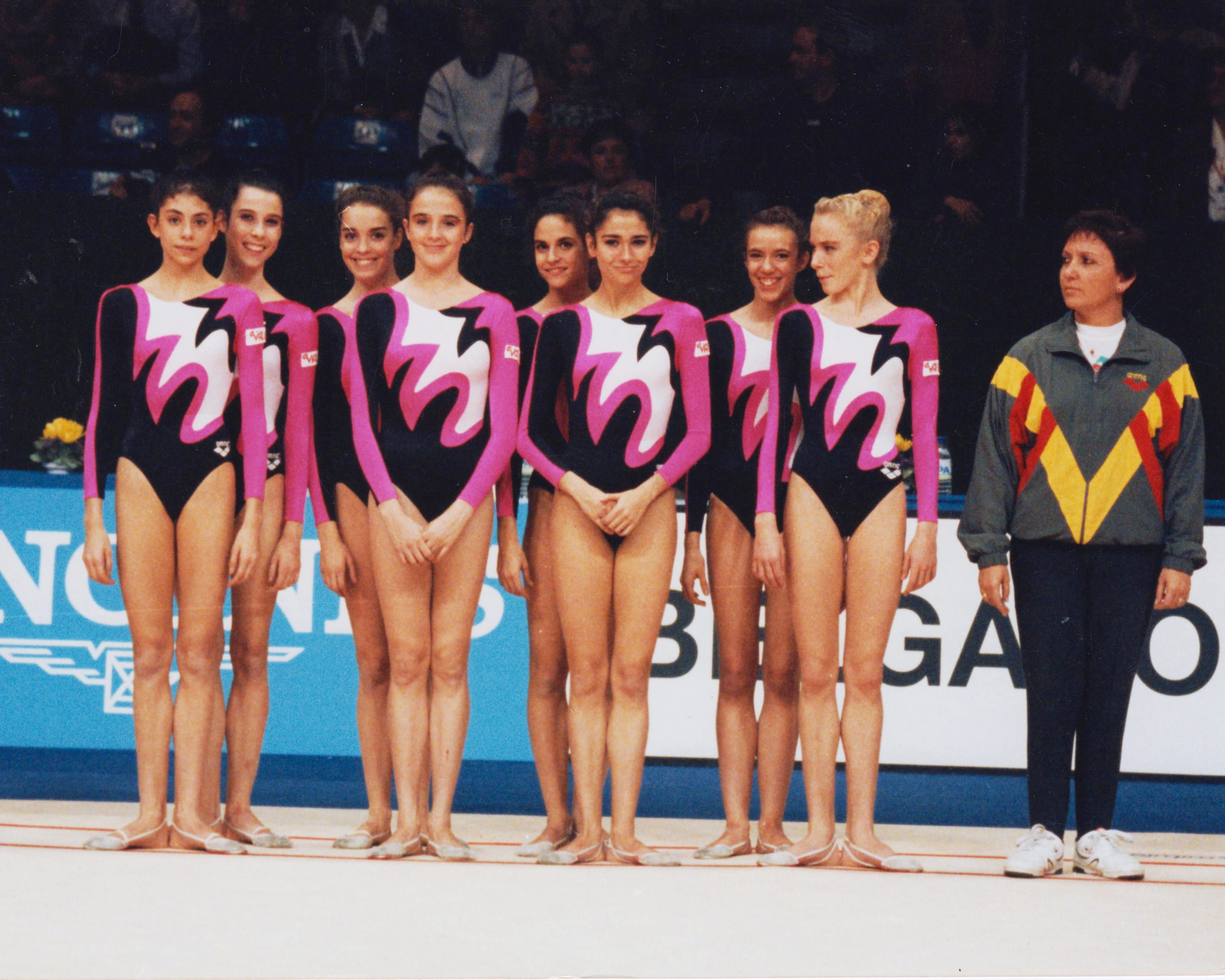
El equipo español antes de subir al podio en el Mundial de Bruselas (1992).
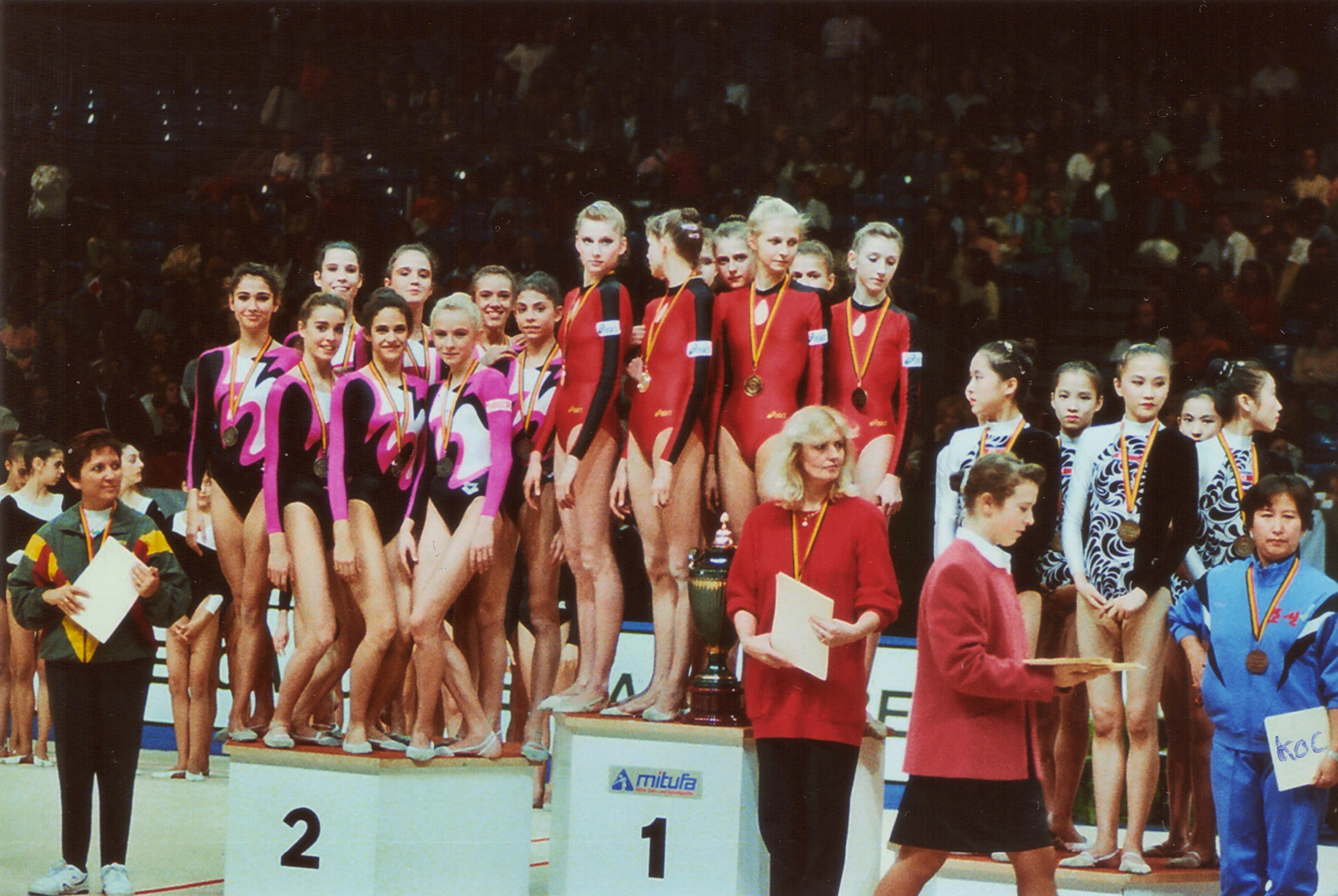
El conjunto español con la plata en el podio del concurso general en Bruselas.
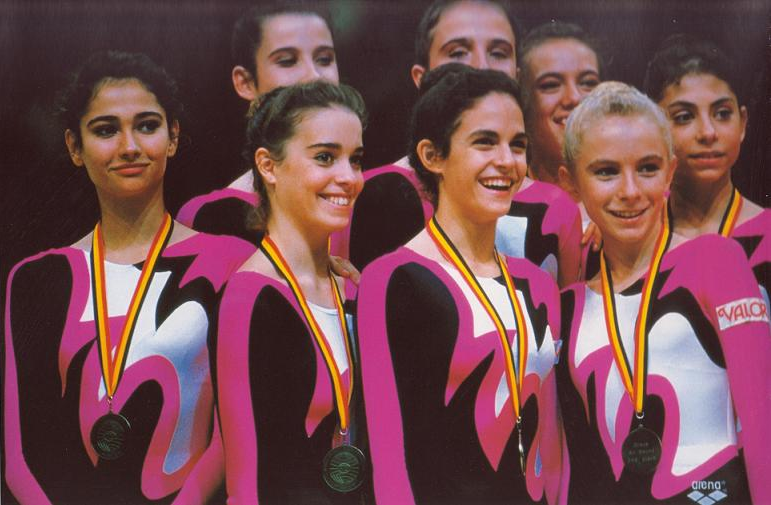
Primer plano del conjunto en el podio de la general de Bruselas.
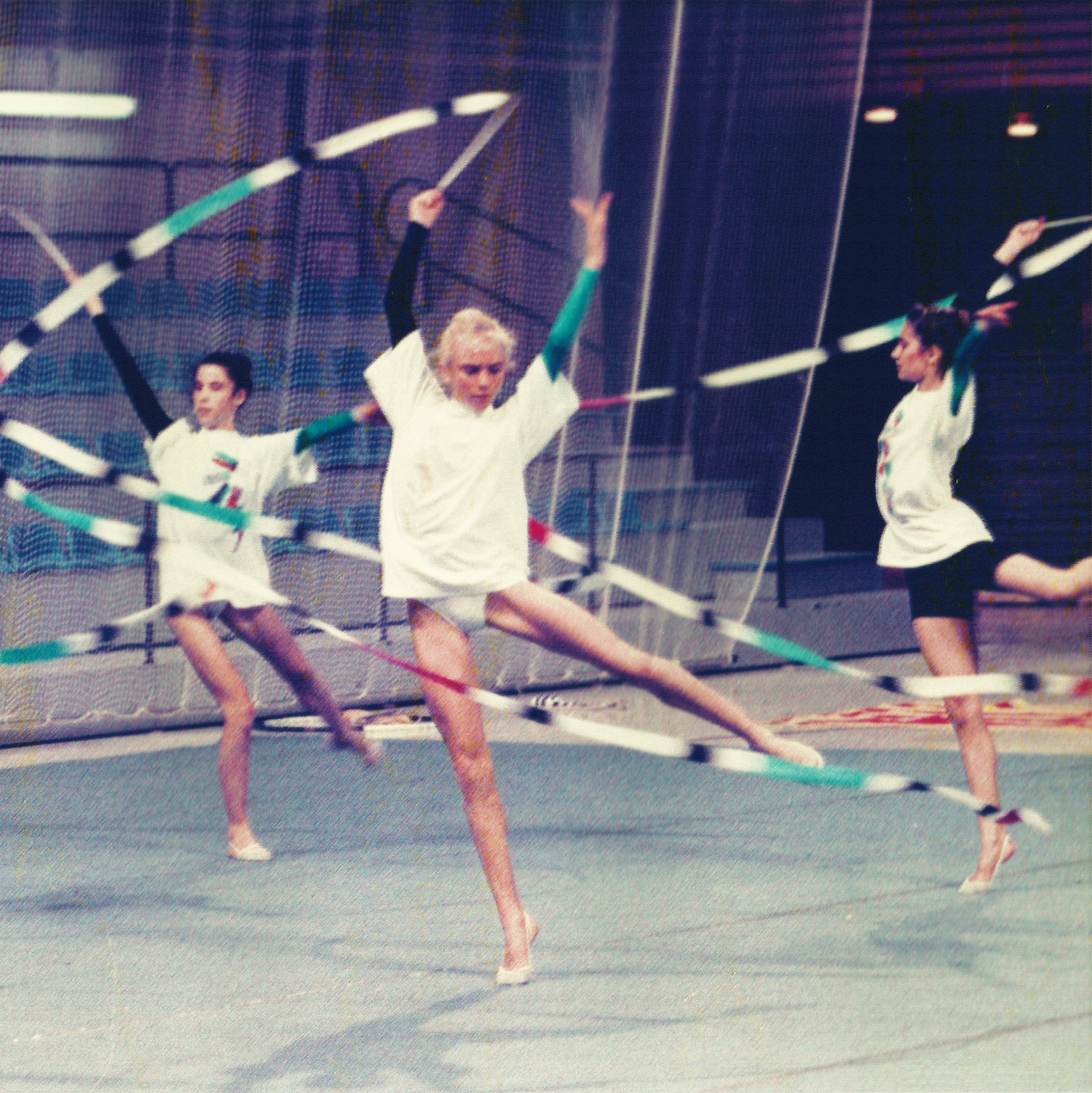
Bárbara Plaza (centro) junto a Alicia Martín y Montse Martín en una exhibición en Reus (1992).
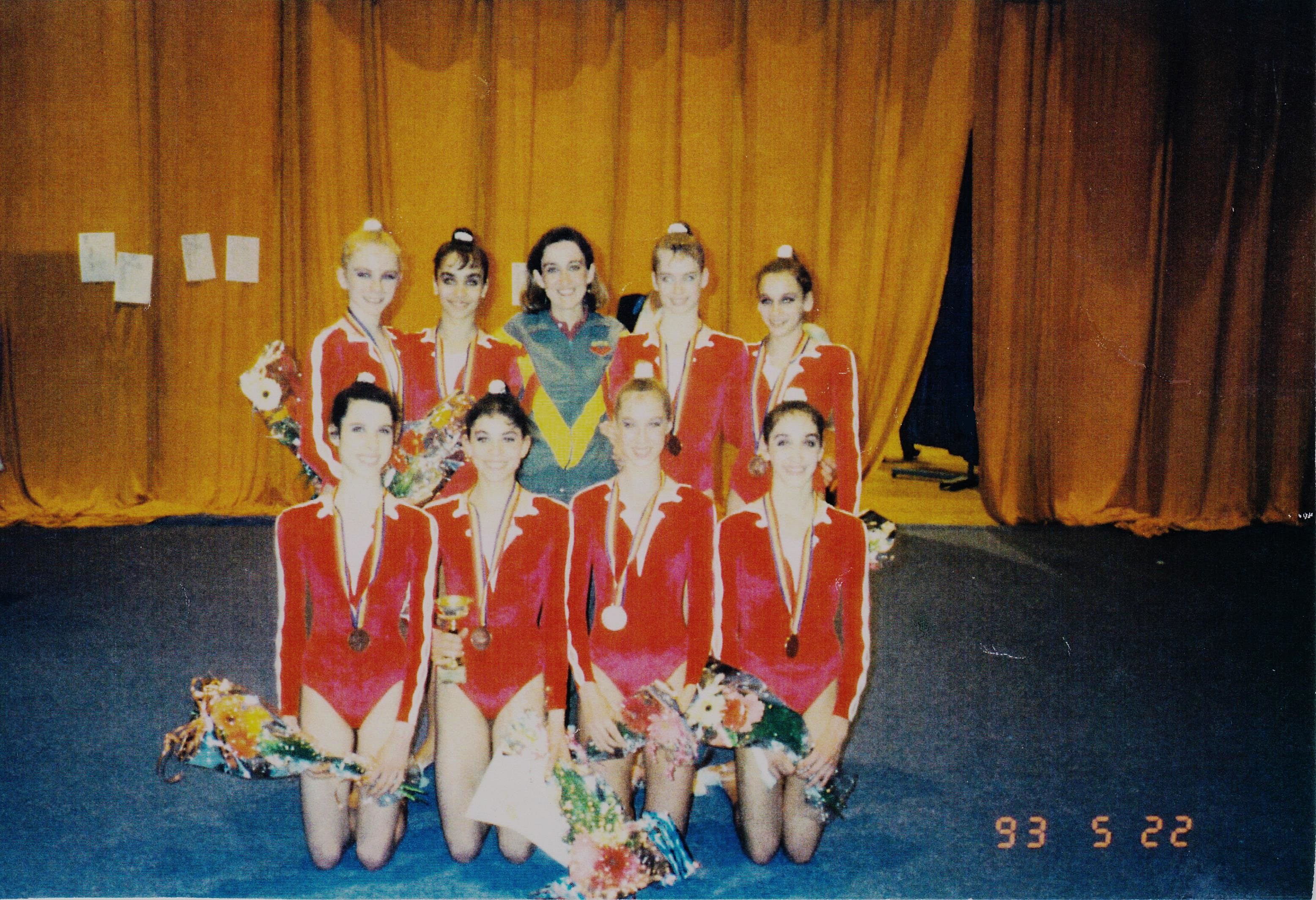
Bárbara (de pie, a la izqda.) con el bronce en el Europeo de Bucarest (1993).